# Армандињо
Армандо „Армандињо“ дос Сантос (Сао Карло, 3. јун 1911. — Сантос, 26. мај 1972) био је фудбалер који је играо за репрезентацију Бразила.